# النا دونت
النا دونت (انگلیسی: Elena Dhont؛ زادهٔ ۲۷ مارس ۱۹۹۸) بازیکن فوتبال اهل بلژیک است.
وی همچنین در تیم‌های ملی فوتبال Belgium women's national under-17 football team, Belgium women's national under-19 football team، و زنان بلژیک بازی کرده‌است.